# UCI Asia Tour 2018
El UCI Asia Tour 2018 fue la decimocuarta edición del calendario ciclístico internacional asiático. Se inició el 28 de octubre de 2017 con el Tour de Hainan en China y finalizó el 21 de octubre de 2018 en Japón, con la Japan Cup, disputándose así un total de 31 carreras.

## Equipos
Los equipos que pueden participar en las diferentes carreras dependen de la categoría de las mismas. A mayor nivel de una carrera pueden participar equipos de más nivel. Los equipos UCI WorldTeam, sólo pueden participar de las carreras .HC y .1 pero tienen cupo limitado para competir, y los puntos que logran sus ciclistas no van a la clasificación. 
| Categoría      | Categoría                       | Equipos |
| -------------- | ------------------------------- | --- |
| .HC            | 1.HC (Carrera de un día)        | * ProTeam (max 65%) * Profesionales Continentales * Continentales * Selecciones nacionales                 |
| .HC            | 2.HC (Carrera de varios días)   | * ProTeam (max 65%) * Profesionales Continentales * Continentales * Selecciones nacionales                 |
| .1             | 1.1 (Carrera de un día)         | * ProTeam (max 50%) * Profesionales Continentales * Continentales * Selecciones nacionales                 |
| .1             | 2.1 (Carrera de varios días)    | * ProTeam (max 50%) * Profesionales Continentales * Continentales * Selecciones nacionales                 |
| .2             | 1.2 (Carrera de un día)         | * Profesionales Continentales * Continentales * Selecciones nacionales * Selecciones regionales * Amateurs |
| .2             | 2.2 (Carrera de varios días)    | * Profesionales Continentales * Continentales * Selecciones nacionales * Selecciones regionales * Amateurs |
| .Ncup (sub-23) | 1.Ncup (Carrera de un día)      | * Selecciones nacionales * Selecciones mixtas                                                              |
| .Ncup (sub-23) | 2.Ncup (Carrera de varios días) | * Selecciones nacionales * Selecciones mixtas                                                              |

## Calendario
Las siguientes son las carreras que componen el calendario UCI Asia Tour aprobado por la UCI

### Octubre 2017
| Fecha | Carrera        | Cat. | Ganador      | Equipo              |
| ----- | -------------- | ---- | ------------ | ------------------- |
| 28-5  | Tour de Hainan | 2.HC | Jacopo Mosca | Wilier Selle Italia |

### Noviembre 2017
| Fecha | Carrera           | Cat. | Ganador         | Equipo           |
| ----- | ----------------- | ---- | --------------- | ---------------- |
| 8-12  | Tour de Fuzhou    | 2.1  | Jai Hindley     | Mitchelton Scott |
| 12    | Tour de Okinawa   | 1.2  | Junya Sano      | Matrix-Powertag  |
| 18-26 | Tour de Singkarak | 2.2  | Khalil Khorshid | Tabriz Shahrdary |

### Diciembre 2017
| Fecha | Carrera              | Cat. | Ganador     | Equipo              |
| ----- | -------------------- | ---- | ----------- | ------------------- |
| 2-4   | Tour de Quanzhou Bay | 2.2  | Max Stedman | BIKE Channel Canyon |

### Enero
| Fecha | Carrera           | Cat. | Ganador           | Equipo                       |
| ----- | ----------------- | ---- | ----------------- | ---------------------------- |
| 24-27 | Sharjah Tour      | 2.1  | Javier Moreno     | Delko Marseille Provence KTM |
| 25-28 | Tour de Indonesia | 2.1  | Ariya Phounsavath | Thailand Continental         |

### Febrero
| Fecha | Carrera       | Cat. | Ganador         | Equipo            |
| ----- | ------------- | ---- | --------------- | ----------------- |
| 6-10  | Tour de Dubai | 2.HC | Elia Viviani    | Quick-Step Floors |
| 13-18 | Tour de Omán  | 2.HC | Alexey Lutsenko | Astana            |

### Marzo
| Fecha | Carrera          | Cat. | Ganador         | Equipo                                 |
| ----- | ---------------- | ---- | --------------- | -------------------------------------- |
| 11-15 | Tour de Taiwán   | 2.1  | Yukiya Arashiro | Selección de Japón                     |
| 18-25 | Tour de Langkawi | 2.HC | Artem Ovechkin  | Terengganu                             |
| 23-25 | Tour de Tochigi  | 2.2  | Michael Potter  | Australian Academy-Ride Sunshine Coast |

### Abril
| Fecha | Carrera           | Cat. | Ganador         | Equipo                |
| ----- | ----------------- | ---- | --------------- | --------------------- |
| 1-6   | Tour de Tailandia | 2.1  | Benjamin Dyball | St George Continental |
| 13-15 | Tour de Lombok    | 2.2  | Álvaro Duarte   | Forca Amskins Racing  |

### Mayo
| Fecha | Carrera           | Cat. | Ganador           | Equipo                  |
| ----- | ----------------- | ---- | ----------------- | ----------------------- |
| 4-6   | Sri Lanka T-Cup   | 2.2  | Yasuharu Nakajima | Kinan                   |
| 20-23 | Tour de Filipinas | 2.2  | El Joshua Cariño  | Navy Standard Insurance |
| 20-27 | Tour de Japón     | 2.1  | Marcos García     | Kinan                   |
| 30-3  | Tour de Corea     | 2.1  | Serghei Tvetcov   | UnitedHealthcare        |
| 31-3  | Tour de Kumano    | 2.2  | Marc de Maar      | Ukyo                    |

### Julio
| Fecha | Carrera                | Cat. | Ganador        | Equipo           |
| ----- | ---------------------- | ---- | -------------- | ---------------- |
| 15-28 | Vuelta al Lago Qinghai | 2.HC | Hernán Aguirre | Manzana Postobón |

### Septiembre
| Fecha | Carrera                 | Cat. | Ganador               | Equipo                          |
| ----- | ----------------------- | ---- | --------------------- | ------------------------------- |
| 3-5   | Tour de Xingtái         | 2.2  | Damiano Cima          | Nippo-Vini Fantini-Europa Ovini |
| 8-15  | Tour de China I         | 2.1  | Juan Sebastián Molano | Manzana Postobón                |
| 17-23 | Tour de China II        | 2.1  | Alejandro Marque      | Sporting-Tavira                 |
| 18-21 | Tour de Siak            | 2.2  | Matthew Zenovich      | St George Continental           |
| 26-29 | Tour de Ijen            | 2.2  | Benjamin Dyball       | St George Continental           |
| 29-30 | Tour de Almaty          | 2.1  | Davide Villella       | Astana                          |
| 30-5  | Tour de Irán-Azerbaiyán | 2.1  | Dmitri Sokolov        | Selección de Rusia              |

### Octubre
| Fecha | Carrera             | Cat. | Ganador           | Equipo              |
| ----- | ------------------- | ---- | ----------------- | ------------------- |
| 7-14  | Tour del Lago Taihu | 2.1  | Boris Vallée      | Wanty-Groupe Gobert |
| 14    | Hammer Hong Kong    | 1.1  | Mitchelton-Scott  | Mitchelton-Scott    |
| 14    | Clásica Oita        | 1.2  | Masahiro Ishigami | Selección de Japón  |
| 21    | Japan Cup           | 1.HC | Robert Power      | Mitchelton-Scott    |

## Clasificaciones finales
- Nota: Clasificaciones actualizadas al 21 de octubre tras el término de la temporada.[2][3]

### Individual
La integran todos los ciclistas que logren puntos pudiendo pertenecer tanto a equipos amateurs como profesionales, inclusive los equipos UCI WorldTeam.
| Posición | Ciclista                 | Puntos |
| -------- | ------------------------ | ------ |
| 1.º      | Alexey Lutsenko          | 655    |
| 2.º      | Benjamin Dyball          | 517    |
| 3.º      | Artem Ovechkin           | 372    |
| 4.º      | Fumiyuki Beppu           | 481,67 |
| 5.º      | Thomas Lebas             | 339    |
| 6.º      | Hernán Aguirre           | 285    |
| 7.º      | Peerapol Chawchiangkwang | 267    |
| 8.º      | Yousef Mirza Bani Hammad | 262,17 |
| 9.º      | Elia Viviani             | 255    |
| 10.º     | Benjamín Prades          | 253    |

| 11.º | Jacopo Mosca       | 249    |
| 12.º | Stepan Astafyev    | 248,25 |
| 13.º | Yukiya Arashiro    | 247,67 |
| 14.º | Burr Ho            | 241,67 |
| 15.º | Jakub Mareczko     | 219    |
| 16.º | Serghei Tvetcov    | 217    |
| 17.º | Ben Hermans        | 200    |
| 18.º | Robert Power       | 200    |
| 19.º | Magnus Cort        | 190    |
| 20.º | Mykhailo Kononenko | 189    |

### Equipos
A partir de 2016 y debido a cambios reglamentarios, todos los equipos profesionales entran en esta clasificación, incluso los UCI WorldTeam que hasta la temporada anterior no puntuaban. Se confecciona con la sumatoria de puntos que obtenga un equipo con sus 8 mejores corredores en la clasificación individual. La clasificación también la integran equipos que no estén registrados en el continente.
| Posición | Equipo                        | Puntos |
| -------- | ----------------------------- | ------ |
| 1.º      | Kinan                         | 976    |
| 2.º      | HKSI                          | 945,02 |
| 3.º      | Ukyo                          | 902,67 |
| 4.º      | Terengganu                    | 824    |
| 5.º      | Wilier Triestina-Selle Italia | 816    |

| 6.º  | Thailand Continental            | 814    |
| 7.º  | St George Continental           | 784    |
| 8.º  | Manzana Postobón                | 728    |
| 9.º  | Nippo-Vini Fantini-Europa Ovini | 582    |
| 10.º | Israel Cycling Academy          | 503,71 |

### Países
Se confecciona mediante los puntos de los 10 mejores ciclistas de un país, no solo los que logren en este Circuito Continental, sino también los logrados en todos los circuitos. E incluso si un corredor de un país de este circuito, solo logra puntos en otro circuito (Europa, America, África, Oceanía), sus puntos van a esta clasificación.
| Posición | País          | Puntos  |
| -------- | ------------- | ------- |
| 1.º      | Kazajistán    | 1611,25 |
| 2.°      | Japón         | 1581,73 |
| 3.º      | Hong Kong     | 945,02  |
| 4.º      | Corea del Sur | 721     |
| 5.º      | Tailandia     | 695     |

| 6.º  | Irán      | 688   |
| 7.º  | Mongolia  | 564   |
| 8.º  | China     | 447,8 |
| 9.º  | Indonesia | 408   |
| 10.º | Singapur  | 302   |

### Países sub-23
| Posición | País          | Puntos |
| -------- | ------------- | ------ |
| 1.º      | Kazajistán    | 551    |
| 2.º      | Japón         | 503,67 |
| 3.º      | Hong Kong     | 395,67 |
| 4.º      | Mongolia      | 331    |
| 5.º      | Corea del Sur | 187    |

## Evolución de las clasificaciones
| Fecha            | Clasificación individual | Clasificación por equipos     | Clasificación por países | Clasificación por países sub-23 |
| ---------------- | ------------------------ | ----------------------------- | ------------------------ | ------------------------------- |
| 30 de enero      | Thomas Lebas             | Ukyo                          | Kazajistán               | Kazajistán                      |
| 28 de febrero    | Benjamín Prades          | Ukyo                          | Kazajistán               | Kazajistán                      |
| 31 de marzo      | Benjamín Prades          | Ukyo                          | Kazajistán               | Kazajistán                      |
| 30 de abril      | Thomas Lebas             | Wilier Triestina-Selle Italia | Kazajistán               | Kazajistán                      |
| 31 de mayo       | Thomas Lebas             | Wilier Triestina-Selle Italia | Kazajistán               | Kazajistán                      |
| 30 de junio      | Thomas Lebas             | Kinan                         | Japón                    | Kazajistán                      |
| 31 de julio      | Alexey Lutsenko          | Kinan                         | Kazajistán               | Kazajistán                      |
| 31 de agosto     | Alexey Lutsenko          | Kinan                         | Kazajistán               | Kazajistán                      |
| 30 de septiembre | Alexey Lutsenko          | Ukyo                          | Kazajistán               | Kazajistán                      |
| 21 de octubre    | Alexey Lutsenko          | Kinan                         | Kazajistán               | Kazajistán                      |
| Final            | Alexey Lutsenko          | Kinan                         | Kazajistán               | Kazajistán                      |